# Armando Martins Janeira
Virgílio Armando Martins (Felgueiras, Torre de Moncorvo, 1 de Setembro de 1914 – Estoril, 19 de Julho de 1988), mais conhecido pelo nome literário de Armando Martins Janeira, foi um diplomata, escritor, sociólogo e orientalista português, fundador da Associação de Amizade Portugal Japão. 

## Biografia
Filho de José Júlio Martins e Elvira Janeiro, licenciou-se em Direito pela Universidade de Lisboa com 22 anos. Durante 2 anos deu aulas no Colégio Campos Monteiro, em Torre de Moncorvo, onde também estagiou na Conservatória do Registo Predial. 
Em 1939 ingressa na carreira diplomática. Entre 1943 e 1949 foi cônsul em Léopoldville, em Liverpool e em Sydney. Prosseguiu a sua carreira diplomática nas embaixadas de Portugal de várias capitais europeias e asiáticas, de 1952 a 1979. Exerceu funções diplomáticas no Japão em dois períodos: como primeiro secretário de Legação em Tóquio, de 1952 a 1955, e como embaixador de Portugal em Tóquio, de 1964 a 1971. Nesse período adquire grande experiência sobre o Oriente, participa em congressos orientalistas e faz conferências em universidades de numerosas cidades europeias e asiáticas. Em 1971 foi nomeado embaixador em Roma e em 1977 em Londres, o seu último posto na carreira diplomática. 
Publicou as suas primeiras obras sob o pseudónimo de Mar Talegre. Desde 1949, passou a assinar com o seu nome, Armando Martins, ao qual acrescentou, em 1955, o nome Janeiro, da sua mãe. O apelido Janeiro foi depois alterado pelos japoneses para Janeira, forma que o autor decidiu adoptar definitivamente. Além das mais de vinte obras que publicou, escreveu inúmeros artigos para jornais e revistas. Aos 45 anos, casou com Ingrid Bloser, uma jovem alemã de Hanôver. 
Em 1980, depois de se aposentar do Ministério dos Negócios Estrangeiros, deu aulas de História Contemporânea das Civilizações Orientais, na Faculdade de Ciências Sociais e Humanas da Universidade Nova de Lisboa, onde fundou o Instituto dos Estudos Orientais, actual Instituto Oriental daquela universidade. Em 1981 fundou a Associação de Amizade Portugal Japão.
A 9 de junho de 1994, foi agraciado, a título póstumo, com o grau de Grã-Cruz da Ordem Militar de Cristo.

## Obras
Sob o pseudónimo de Mar Talegre: 
- Três Poetas Europeus – Camões, Bocage, Pessoa, Livraria Sá da Costa-Editora, Lisboa, 1947;
- Sentidos Fundamentais do Romance Português, Livraria Simões Lopes-Editora, Porto, 1948;
- Esta Dor de Ser Homem – Contos, Tipografia Domingos de Oliveira, Porto, 1948.

Com o nome Armando Martins: 
- O Teatro Moderno, Livraria Simões Lopes-Editora, Porto, 1952;
- Nô – Teatro Lírico Japonês, Livraria Maruzen, Tóquio, 1954;
- Portugal e o Japão – Subsídios para a História Diplomática, Agência Geral do Ultramar, Lisboa, 1955;

Com o nome Armando Martins Janeiro:
- Caminhos da Terra Florida – A Gente, a Paisagem, a Arte Japonesa, Manuel Barreira-Editor, Porto, 1956;
- O Jardim do Encanto Perdido – Aventura Maravilhosa de Wenceslau de Moraes no Japão, Manuel Barreira-Editor, Porto, 1956;

Traduzido para japonês: Em Busca da Madrugada (夜明けの調べ, Yoake no Shirabe), uma versão resumida, a que se juntaram os estudos Lafcadio Hearn e Wenceslau de Moraes – Dois Intérpretes do Japão e Bases Ocidentais e Orientais para um Humanismo Universal, tradução de Minako Nonoyama, Katsura Shobo, 1969;
- Linda Inês – Tragédia, Publicações Europa-América, Lisboa, 1957;
- Peregrino, Livraria Portugal, Lisboa, 1962;
- Um Intérprete Português do Japão – Wenceslau de Moraes, Imprensa Nacional, Instituto Luís de Camões, Macau, 1966;

Traduzido para inglês: A Portuguese Interpreter of Japan: Wenceslau de Moraes; tradução de Kazuo Okamoto, Ken Kyoiku Insatu Co. Ltd., Tokushima, Japão, 1985;
- A Grande Feira do Mundo – Auto, Edições Ática, Lisboa, 1967;
- O Teatro de Gil Vicente e o Teatro Clássico Japonês, Portugália Editora, Lisboa, 1967;

Com o nome Armando Martins Janeira:
- The Epic and the Tragic Sense of Life in Japanese Literature, Charles E. Tuttle Company, Inc., Tóquio, 1969;
- Japanese and Western Literature, A Comparative Study, Charles E. Tuttle Company, Inc., Tóquio, 1970;

Traduzido para japonês: Literatura Japonesa e Literatura Ocidental (日本文学と西洋文学, Nihonbungaku to Seiyôbungaku), Shueisha, Tóquio, 1974;
- O Impacte Português Sobre a Civilização Japonesa, Publicações Dom Quixote, Lisboa, 1970;

Traduzido para japonês: Registo da Introdução da Cultura Nanban – Impacte Português Causado na Cultura Japonesa (南蛮文化渡来記-日本文化に与えたポルトガルの衝撃, Nanban Bunka Toraiki - Nipponbunka ni Ataeta Porutogaru no Shōgeki), tradução de Takiko Matsuo, The Simul Press, Inc., Japão, 1971;
- Figuras de Silêncio – A Tradição Cultural Portuguesa no Japão de Hoje, prefácio de Shusaku Endo, Junta de Investigações Científicas do Ultramar, Lisboa, 1981;
- Japão – A Construção de Um País Moderno, Editorial Inquérito, Lisboa, 1985.